# U-29号潜艇 (1936年)
U-29号（德語：U 29）是纳粹德国战争海军建造的十艘VII-A型近岸潜艇（或称U艇）之一。它由不来梅的威悉船厂承建，于1936年8月29日下水，至同年11月16日交付使用。第二次世界大战期间，该艇曾执行过七次巡逻作战，共击沉13艘同盟国或中立国舰船，累积总吨位为89,777吨。1944年4月17日，U-29号在戈滕哈芬退役，至1945年5月5日在弗伦斯堡执行“彩虹命令”而自沉，其残骸直到1993年6月仍然存在。

## 设计
VII级潜艇是基于德国早期的潜艇发展而来，其设计可追溯到第一次世界大战的UB-III型，特别是被取消的UG级方案，再结合造舰工程局为芬兰设计的水妖级加以改进。VII级是单壳体结构，压载水舱以马鞍形安装在艇体上半部的两边舷侧是其最大的特征。由于编入舰队后的使用成绩较好，一边不断进行改进一边持续批量生产，结果成为了纳粹德国潜艇舰队的主力。
U-29号是VII级的第一个衍生型号VII-A型之一。其全长64.51米、舷宽5.85米、高9.5米，并有4.37米的吃水深度，水上和水下排水量分别为626吨和745吨。VIIA型艇采用两台猛狮生产的M6V 40/46型六缸四冲程1,155匹公制馬力（850千瓦特）柴油机用于水面运行，以及两台布朗-博韦里提供的GG UB 720/8型375匹公制馬力（280千瓦特）双作用电动发电机用于水下航行；水面最高航速17節（31每小時），水下8節（15每小時）；能够在水面以10節（19每小時）航速续航6,200海里（11,500），或以4節（7.4每小時）连续在水下航行94海里（174）而无需充电。尽管起居舱室非常狭窄，但由于其快捷的紧急下潜速度，VIIA型艇普遍受到船员们的欢迎，并被视为比更大、更迟钝的艇型更能保护他们免受敌人的攻击。
武器装备方面，U-29号较前型II级潜艇的装备更重，有四具艇艏内置和一具艇艉外置鱼雷发射管，可携带11枚G7型鱼雷或最多22枚TMA型水雷（TMB型则为33枚）。此外，该艇还搭载有一门配备220发弹药的88毫米35式速射炮以及一门配备1,195发弹药20毫米30式高射炮作为甲板炮。其标准船员编制为4名军官及40－44名水兵。

## 历史
1935年4月1日，海军造舰局不惜违反《凡尔赛条约》，正式将六艘VII-A型潜艇（U-27至U-32号）的建造合同发包予不来梅的威悉船厂。其中U-29号于1936年1月2日开始铺设龙骨，建造序列为910。经过七个多月的建造，它于1936年8月29日下水，至11月16日在首度担任艇长的海军上尉海因茨·菲舍尔的指挥下交付使用。完成海试后，该艇加入驻威廉港的“扎尔茨韦德尔”潜艇区舰队，先后担任前线艇和作战艇直至1939年12月31日。西班牙内战期间，U-29号曾三度被部署至西班牙沿岸执行观察任务，全体船员亦因此获颁青铜级西班牙十字章。当U艇编制于1940年1月1日重组时，它又继续在驻威廉港的第2潜艇区舰队担任前线艇。同年底退出前线任务后，该艇从1941年1月2日到1942年6月30日以训练艇身份成为驻梅默尔的第24潜艇区舰队的一份子，继而换编至驻但泽的第23潜艇区舰队继续担任训练艇。自1943年12月1日起，U-29号转而担任驻皮劳的第21潜艇区舰队下辖第1教学支队的教学艇，直至1944年4月17日在戈滕哈芬退役，此后在当地的第2教学支队充当见习潜艇兵的射击训练火炮平台。根据长期生效的“彩虹命令”，该艇于1945年5月5日在弗伦斯堡附近的库普费米勒湾、即编号为AN-9496的海军网格处（49°57′N 15°34′W / 49.950°N 15.567°W）自行凿沉——尽管该命令在一天前便由海军元帅卡尔·邓尼茨撤销。其残骸直到1993年6月仍然存在。
第二次世界大战期间，U-29号完成了七次巡逻和一次狼群行动，共计击沉13艘同盟国或中立国舰船，累积总吨位为89,777吨。

### 作战巡逻

#### 第一次巡逻
1939年8月19日，U-29号在海军上尉奥托·舒哈特的指挥下离开威廉港执行首次巡逻，前往爱尔兰以西的北大西洋游弋，至9月26日返回。在这次为期三十九天的行动中，该艇共击沉3艘总重19,405吨的商船和1艘排水量为22,500吨的军舰。首个受害者是注册吨位为10,176吨、无护航的英国油轮摄政虎号（Regent Tiger）它于9月8日12:15在克利尔角西南偏西约250海里（460）处遭U-29号朝其船艏开了四炮拦截。30分钟后，当船员弃船并起火后，该船又被一枚鱼雷击中船艏。它最初仍可维持漂浮，延至9月10日方沉没。9月13日15:30，舒哈特试图在距克利尔角西南偏西270海里（500）处拦截英国拖船海王星号（Neptunia，798总吨），但后者并未停船，而是使用无线电求救。在第一轮袭击之后，船员们立即弃船登上救生艇。德国人审问了船长，然后派小艇和登船队前往该船。然而，为了用鱼雷迅速击沉拖船，潜艇在他们上船后不久就召回了这些人，但在发射了两枚过早引爆的鱼雷后，仍被迫使用炮火击沉海王星号。一天后的13:15，另一艘无人护航的英国油轮英国影响号（British Influence，8,431总吨）在克利尔角西南约180海里（330）遭U-29号鸣两炮拦截，船员被勒令弃船。至14:15，油轮被一枚鱼雷击中轮机舱，从船艉沉没。

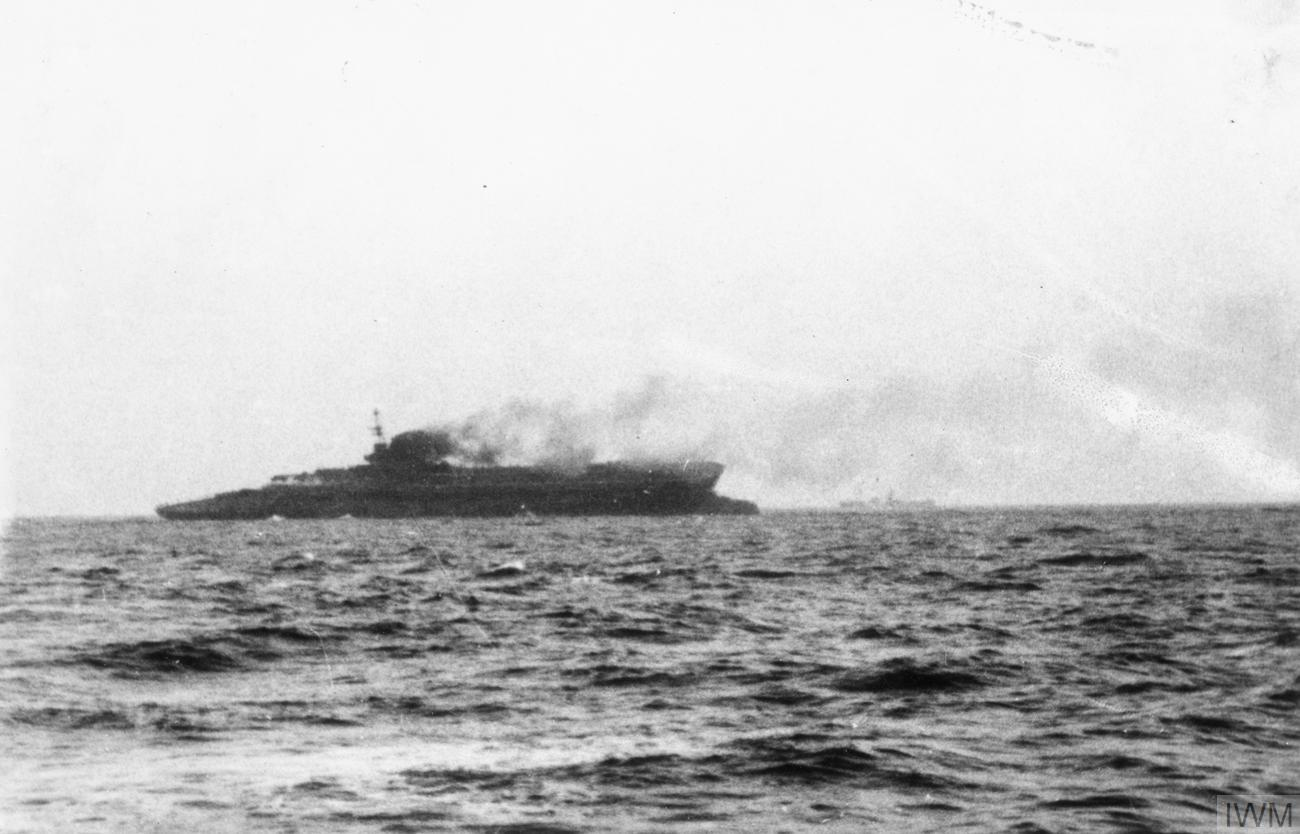
勇敢号遭U-29号以鱼雷击沉

9月17日，排水量达22,500吨的英国皇家海军航空母舰勇敢号在四艘驱逐舰的护航下，在兰兹角以西约350海里（650）处进行反潜巡逻。18:00左右，U-29号发现了航母战斗群并开始追击，但一直没有机会进入有利的攻击阵位，直到航母迎风转向收回返航的四架剑鱼式鱼雷轰炸机。它此时正以18節（33每小時）的速度直面德国潜艇，后者在最后一架飞机降落后5分钟便发动了袭击。19:50，U-29号向勇敢号发射三枚鱼雷，其中两枚击中了左舷的舰桥后部。该舰几乎立即向左舷严重倾斜，并于17分钟后在爱尔兰的德西角西南约190海里（350）处沉没。包括舰长、17名军官和501名水兵在内的船员当场阵亡，其中包括36名英国皇家空军的地勤人员。隶属舰队航空兵第811和第822中队的所有剑鱼式飞机也随之葬身大海。两艘护航驱逐舰此后对U-29号进行了长达四小时的搜索反击，但无果而终。勇敢号成为二战期间第一艘被击沉的英国军舰，也是遭U艇击沉的最大型舰船之一。U艇部队总司令卡尔·邓尼茨准将认为击沉勇敢号是“一项伟大的成就”，战争海军总司令、海军元帅埃里希·雷德尔指示授予舒哈特一级铁十字勋章，U-29号的其他所有官兵则获颁二级铁十字勋章。此役还促使英国皇家海军决定不再使用航母进行潜艇猎杀任务。

#### 第二、三次巡逻
第二次巡逻本应是一次布雷行动，U-29号于11月14日从威廉港出发，奉命前往米尔福德港或布里斯托尔附近海域布设12枚水雷，但恶劣天气和巡逻舰的频繁出没使这一任务始终无法实施。该艇继而在爱尔兰西部的北大西洋展开了一次无果而终的巡逻，随后U艇总司令部命令它在回程时在金奈尔德角附近游弋，但仍然一无所获，遂于12月16日返抵威廉港。
U-29号于1940年2月6日出发执行第三次巡逻，但当离开威廉港后不久便因大雾而在黑尔戈兰岛附近的一个沙洲上搁浅。潜艇可以自行脱困，但随后必须驶至黑尔戈兰岛检查受损情况，并最终在四天后重返巡逻。3月2日深夜，舒哈特在布里斯托尔湾的纽波特附近、即编号为AM-9948的海军网格内共敷设了十二枚水雷，造成2艘商船遇难：一天后，无护航的英国货船卡托号（Cato，710总吨）率先在纳什角以西约2.5海里（4.6）处触雷沉没；注册吨位为4,512总吨的南斯拉夫货船光荣号（Slava）则于3月16日在纳什角西南约5海里（9.3）处触雷沉没。完成布雷后，U-29号再度来到爱尔兰西部的北大西洋巡逻，并3月4日当天接连击沉两艘船。首先是凌晨05:23，无护航的英国货船瑟斯顿号（Thurston，3,072总吨）被舒哈特的一枚鱼雷击中船艉，不到1分钟便沉没在特雷沃斯角以西32海里（59）处。11:00，U-29号在天气晴朗的条件下，于兰兹角以北发现了最近分散的OA-102号护航船队的三艘船，并小心翼翼地接近并排航行的英国货轮太平洋信实号（Pacific Reliance，6,717总吨）和油轮圣弗洛伦蒂诺号（San Florentino，12,842总吨），于12:08和12:09分别向它们发射了一枚鱼雷。第一枚鱼雷在25秒后引爆，潜艇因爆炸而剧烈晃动，而在75秒后，第二枚鱼雷只听到了轻微的爆炸声。事实上，第一枚鱼雷在圣弗洛伦蒂诺号右舷梁柱约半缆处过早引爆，但并未对它造成损害，而第二枚鱼雷则击中了与太平洋信实号烟囱并排的右舷，当时该船正以11節（20每小時）的速度以之字形航向行驶。带有磁性引信的鱼雷实际上在船底引爆，将其升起，并在空中抛出一大股水柱，再朝右舷救生艇和船舯部落下。右舷发动机从底部坍塌，海水通过受损的轮机舱舱壁进入货舱后，船立即向右舷倾斜15°。由于燃烧的太平洋信实号下沉缓慢，德国潜艇移至左舷，于12:39从艇艉发射管发射了第三枚鱼雷，但没有听到爆炸声。然而，该船随后在圣艾夫斯西北约19海里（35）处下沉，船艏和船艉扬起，直到断裂成两半。U-29号于3月12日返回，随即从3月15日至4月13日在造船厂接受维修保养。

#### 第四、五次巡逻
1940年4月17日，U-29号从威廉港启程开展第四次巡逻，参与德国入侵挪威的“威悉演习行动”。它并未被编入特定集群，而是独立在里萨对开的北海游弋，至5月4日返抵威廉港。在这次历时十六天的行动中，该艇未能袭击任何舰船，但主要承担运送物资的任务，向卑尔根卸载了650个钾盐筒和6瓶蒸馏水，在特隆赫姆移交了650个钾盐筒、6瓶蒸馏水、5吨步枪弹药、180发子弹和1,000发机炮弹药。
舒哈特率U-29号于5月27日再次离开威廉港，前往北大西洋和比斯开湾执行第五次巡逻。从6月12日至15日，该艇曾参与“勒辛狼群”作战，目标是攻击穿越大西洋中部前往英国途中的US-3号护航船队，但一无所获。它于6月21日抵达西班牙维戈，由德国供应商贝塞尔（Bessel）提供了40立方米的燃料、润滑油、水和补给品。重新出发后，U-29号于6月26日15:30在菲尼斯特雷角附近鸣炮拦截了无护航的希腊货轮季米特里斯号（Dimitris，5,254总吨）。后者船员们登上两艘救生艇弃船后，该船被火炮击沉。7月1日19时17分，另一艘无护航的希腊货船阿达马斯托斯号（Adamastos，7,466总吨）又在爱尔兰西南部海域被U-29号拦截。当潜艇在附近浮出水面时，船员们立即弃船而逃。德国人随后登上该船以获取补给，然后用炮火将其击沉。一天后的11:25，巴拿马籍货船的圣玛格丽塔号（Santa Margarita，4,919总吨）同样被舒哈特拦截，并作为战利舰于13:45遭炮火击沉，因为该船是在英国包租下航行的。当晚23:52，早前刚从OB-176护航船队分离的英国油轮阿特拉尔德号（Athellaird，8,999总吨）在菲尼斯特雷角西北约350海里（650）处被U-29号发射的一枚艇艉鱼雷击中船舯部。7月3日02:10，舒哈特再发射一枚鱼雷希望达成“致命一击”，但它只是从静止的油轮下方划过，第二枚鱼雷也发生了这种情况。随后，德国人发射了第三枚鱼雷，击中舰桥的正前方，导致阿特拉尔德号在15分钟内沉没。经过为期四十五天、总里程约6,500海里（12,000）的航行后，U-29号于7月11日返抵威廉港。

#### 第六、七次巡逻
为了能够从比斯开湾向大西洋出击，U-29号于9月2日从威廉港启程执行第六次巡逻，前往德占法国，但由于潜望镜故障而必须在9月5日停靠卑尔根进行维修。随后，该艇于9月11日重新出发，经由北大西洋、北海海峡和赫布里底群岛南下。9月25日14:02，从OB-217号护航船队分散的英国货轮欧利米顿号（Eurymedon，6,223总吨）在阿基尔角以西366海里（678）处被舒哈特的一枚鱼雷击中。16:00，U-29号对该船完成致命一击，但后者仍保持漂浮状态，延至两天后才在54°24′N 18°37′W / 54.400°N 18.617°W处沉没。U-29号于10月1日抵达德占法国的洛里昂。
10月26日，U-29号在舒哈特的指挥下离开洛里昂执行第七次暨最后一次巡逻。该艇首先护送辅助巡洋舰公羊号前往布雷斯特，于10月31日抵达。返程则经卑尔根补充燃料后于12月3日抵达威廉港。 在这次为期四十天、总里程约4,900海里（9,100）的北大西洋行动中，没有任何舰船被击沉或击伤。

## 袭击历史摘要
| 日期          | 船名           | 船籍         | 吨位   | 结局         |
| ------------- | -------------- | ------------ | ------ | ------------ |
| 1939年9月8日  | 摄政虎号       | 英国         | 10,176 | 击沉         |
| 1939年9月13日 | 海王星号       | 英国         | 798    | 击沉         |
| 1939年9月14日 | 英国影响号     | 英国         | 8,431  | 击沉         |
| 1939年9月17日 | 勇敢号         | 英國皇家海軍 | 22,500 | 击沉         |
| 1940年3月3日  | 卡托号         | 英国         | 710    | 击沉（触雷） |
| 1940年3月4日  | 太平洋信实号   | 英国         | 6,717  | 击沉         |
| 1940年3月4日  | 瑟斯顿号       | 英国         | 3,072  | 击沉         |
| 1940年3月16日 | 光荣号         | 南斯拉夫     | 4,512  | 击沉（触雷） |
| 1940年6月26日 | 季米特里斯号   | 希腊         | 5,254  | 击沉         |
| 1940年7月1日  | 阿达马斯托斯号 | 希腊         | 7,466  | 击沉         |
| 1940年7月2日  | 圣玛格丽塔号   | 巴拿马       | 4,919  | 击沉         |
| 1940年7月2日  | 阿特拉尔德号   | 英国         | 8,999  | 击沉         |
| 1940年9月25日 | 欧利米顿号     | 英国         | 6,223  | 击沉         |

## 脚注
1. ↑  日本海人社，第20頁.
2. 1 2  Gröner 1991，第40頁.
3. ↑  Helgason, Guemundur. . German U-boats of WWII - uboat.net.   [2024-02-02]. （原始内容存档于2023-12-02）.
4. 1 2 3 4  . U-Boot-Archiv.   [2024-02-26]. （原始内容存档于2024-02-26）.
5. ↑  Helgason, Guðmundur. . German U-boats of WWII - uboat.net.   [2024-02-26]. （原始内容存档于2021-12-09）.
6. 1 2  Helgason, Guðmundur. . German U-boats of WWII - uboat.net.   [2024-02-26]. （原始内容存档于2022-01-18）.
7. ↑  Helgason, Guðmundur. . German U-boats of WWII - uboat.net.   [2024-02-22]. （原始内容存档于2008-07-24）.
8. ↑  Helgason, Guðmundur. . German U-boats of WWII - uboat.net.   [2024-02-27]. （原始内容存档于2023-01-29）.
9. ↑  Helgason, Guðmundur. . German U-boats of WWII - uboat.net.   [2024-02-27]. （原始内容存档于2020-08-07）.
10. ↑  Helgason, Guðmundur. . German U-boats of WWII - uboat.net.   [2024-02-27]. （原始内容存档于2023-02-07）.
11. 1 2  Helgason, Guðmundur. . German U-boats of WWII - uboat.net.   [2024-02-27]. （原始内容存档于2024-03-29）.
12. ↑  Blair，第91頁.
13. ↑  Helgason, Guðmundur. . German U-boats of WWII - uboat.net.   [2024-02-22]. （原始内容存档于2008-10-07）.
14. ↑  Helgason, Guðmundur. . German U-boats of WWII - uboat.net.   [2024-02-22]. （原始内容存档于2008-10-13）.
15. ↑  Helgason, Guðmundur. . German U-boats of WWII - uboat.net.   [2024-02-27]. （原始内容存档于2023-01-29）.
16. ↑  Helgason, Guðmundur. . German U-boats of WWII - uboat.net.   [2024-02-27]. （原始内容存档于2023-02-07）.
17. ↑  Helgason, Guðmundur. . German U-boats of WWII - uboat.net.   [2024-02-27]. （原始内容存档于2023-02-07）.
18. ↑  Helgason, Guðmundur. . German U-boats of WWII - uboat.net.   [2024-02-27]. （原始内容存档于2023-02-06）.
19. ↑  Helgason, Guðmundur. . German U-boats of WWII - uboat.net.   [2024-02-28]. （原始内容存档于2023-02-07）.
20. ↑  Helgason, Guðmundur. . German U-boats of WWII - uboat.net.   [2024-02-28]. （原始内容存档于2023-02-07）.
21. ↑  Helgason, Guðmundur. . German U-boats of WWII - uboat.net.   [2024-02-28].[]
22. ↑  Helgason, Guðmundur. . German U-boats of WWII - uboat.net.   [2024-02-28]. （原始内容存档于2023-02-07）.
23. ↑  Helgason, Guðmundur. . German U-boats of WWII - uboat.net.   [2024-02-28]. （原始内容存档于2008-09-07）.
24. ↑  Helgason, Guðmundur. . German U-boats of WWII - uboat.net.   [2024-02-28]. （原始内容存档于2022-10-04）.
25. ↑  Helgason, Guðmundur. . German U-boats of WWII - uboat.net.   [2024-02-28]. （原始内容存档于2008-08-29）.
26. ↑  Helgason, Guðmundur. . German U-boats of WWII - uboat.net.   [2024-02-28]. （原始内容存档于2008-07-06）.